# Hermann Gröhler
Hermann Gröhler, né le 1er mai 1862 à Breslau (aujourd'hui Wrocław, Pologne) et mort le 24 juillet 1958 à Schönwald (Allemagne), est un philologue et un spécialiste de l'onomastique allemand.

## Généralités
Hermann Gröhler était professeur au lycée royal Friedrich de Breslau.
Ses recherches, notamment celles sur la toponymie française, , influencèrent des linguistes et des spécialistes de l'onomastique en France, comme Albert Dauzat par exemple, en particulier son étude approfondie des racines pré-celtiques (ex. : *kal « pierre »).

## Œuvres
- Über Richard Ros' mittelenglische Übersetzung des Gedichtes von Alain Chartier „la Belle Dame sans mercy“, Inaugural-Dissertation, welche [...] verteidigen wird Hermann Gröhler [...], Buchdruck Lindner, Breslau, 1886, 36 S., in-8°. De la traduction en moyen anglais du poème d'Alain Chartier par Richard Ros, la Belle Dame sans mercy.
- Die Entwickelung französischer Orts- und Landschaftsnamen aus gallischen Volksnamen, Druck von R. Nischkowsky, Breslau, 1906, 46 S., in-8° (Wissenschaftliche Beilage zum Programm des Königlichen Friedrichs-Gymnasiums zu Breslau). L'évolution des noms de localités et des noms de régions français à partir des ethnonymes gaulois.
- Über Ursprung und Bedeutung der französischen Ortsnamen, Calr Winter's Universitätsbuchhandlung, Heidelberg, 1. Teil (Ligurische, iberische, phönizische, griechische, gallische, lateinische Namen), 1913; 2. Teil (Romanische, germanische Namen. Der Niederschlag der Lehnverfassung. Der Einfluss des Christentums. Namen verschiedenen Ursprungs), 1933. — Texte du 1er volume sur Open Library (allemand). Paru aussi chez Verlag BiblioBazaar (9. Oktober 2008),  (ISBN 0-55926-312-0). Origine et signification des noms de lieux en France.
- François-Pierre-Guillaume Guizot, Histoire de la civilisation en Europe, [Ausz.]. Le peuple et le gouvernement. Band mit herausnehmbarem Wörterbuch sowie einem Anhang mit Anmerkungen zum Schulgebrauch, herausgegeben von Hermann Gröhler, Velhagen & Klasing, Bielefeld & Leipzig, 1927.

## Comptes rendus
- Lotte Risch: Beiträge zur romanischen Ortsnamenkunde des Oberelsals, in Berliner Beiträge zur Romanischen Philologie, herausgeg. von Ernst Gamillscheg, Bd. II, 3. W. Gronau, Jena u. Leipzig, 1932, III-f 74 S. [in Zeitschrift für romanische Philologie, Band 53 (2), Jan 1, 1933].
- A. H. Ernst u. G. Wahlgren: Le Nom de la Ville de Marseille, in Studier i modern Spräkvetenskap utg. av Nyfilologiska Sällskapet i Stockholm X, S. 27-64, Uppsala, 1927 [in Zeitschrift für romanische Philologie, Band 53 (2), Jan 1, 1933].
- August Kubier: Die romanischen und deutschen örtlichkeitsnamen des Kantons Graubünden, Carl Winter, Heidelberg, 1926, XII + 252 S. [in Zeitschrift für romanische Philologie, Band 53 (2), Jan 1, 1933].
- Reiner Müller: Die Angaben der römischen Itinerare über die Heerstrasse Köln-Eifel-Reims, Münstereifel, Selbstverlag des Gymnasiums, 1933 [in Zeitschrift für romanische Philologie, Band 53 (2), Jan 1, 1933, S. 606-607].

## Sources
- International Centre of Onomastics, International Committee of Onomastic Sciences : Onoma, Bände 8-9, International Centre of Onomastics, 1961, p. 474;

- (de) Cet article est partiellement ou en totalité issu de l’article de Wikipédia en allemand intitulé « Hermann Gröhler » (voir la liste des auteurs).